# Монтемонако
Монтемо̀нако (на италиански: Montemonaco, на местен диалект Mondëmònëcu, Мондъмонъку) е село и община в Централна Италия, провинция Асколи Пичено, регион Марке. Разположено е на 988 m надморска височина. Населението на общината е 657 души (към 2011 г.).